# Hemimorphit
Hemimorphit, veraltet auch als Kieselzinkerz bezeichnet, ist ein häufig vorkommendes Mineral aus der Mineralklasse der „Silikate und Germanate“. Es kristallisiert im orthorhombischen Kristallsystem mit der Zusammensetzung Zn4[4][(OH)2|Si2O7]·H2O, ist also chemisch gesehen ein wasserhaltiges Zink-Silikat mit zusätzlichen Hydroxidionen, das strukturell zu den Gruppensilikaten gehört.
Hemimorphit entwickelt vorwiegend tafelige Kristalle von bis zu 10 Zentimetern Länge, die nach der c-Achse gestreift sind und einen glas- bis diamantähnlichen Glanz aufweisen. Bekannt sind auch garbenförmige und radialstrahlige sowie traubige, körnige oder derbe Mineral-Aggregate.
In reiner Form ist er farblos und durchsichtig. Durch vielfache Lichtbrechung aufgrund von Gitterbaufehlern oder polykristalliner Ausbildung kann er aber auch weiß erscheinen und durch Fremdbeimengungen eine hellblaue, hellgrüne, graue oder braune Farbe annehmen, wobei die Transparenz entsprechend abnimmt. Die Strichfarbe ist jedoch immer weiß.

## Etymologie und Geschichte

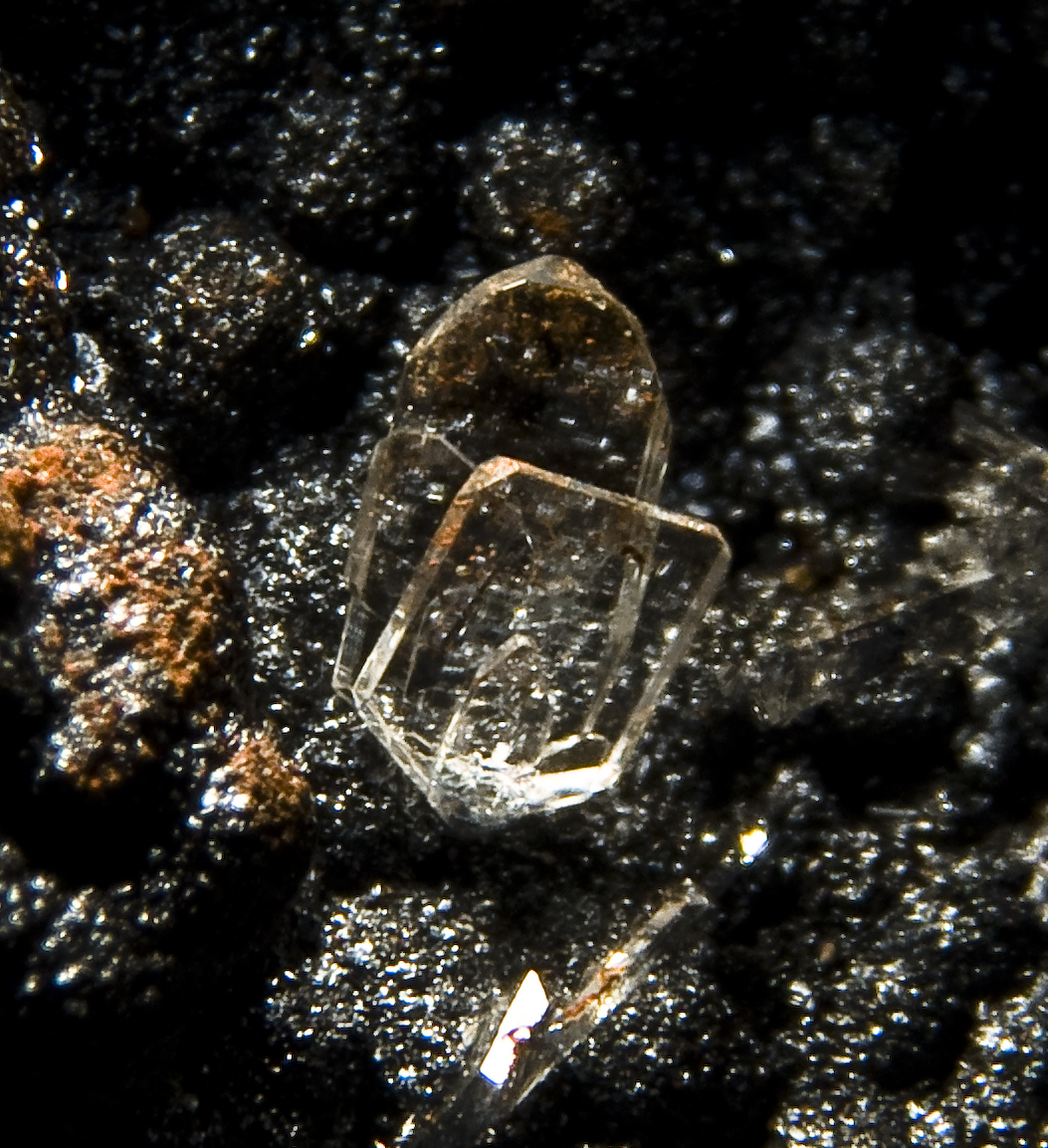
Zwei Hemimorphit-Kristalle mit deutlich sichtbarer „halber“ Kristallgestalt aus dem Bergwerk „Ojuela“ bei Mapimí, Mexiko
(Größe der Kristalle ca. 1 mm)

Das Wort Hemimorphit ist eine Zusammensetzung der altgriechischen Wörter ἡμι- hémi- für „halb“ (abgeleitet von ἥμισυς hémisys [ʰɛ̌ːmisys] „halb, zur Hälfte“) und μορφή morphé [morpʰɛ̌] für „Gestalt“, zusammengesetzt also „halbe Gestalt“. Der Begriff nimmt Bezug auf die in der Natur oft vorzufindende hemimorphe (halbgestaltige) Kristallform, die an einem Ende andere Kristallflächen besitzt als am anderen. Geprägt wurde dieser Begriff 1853 von Gustav Adolf Kenngott.
Unter der bergmännischen Bezeichnung Kieselzinkerz war das Mineral bereits mindestens seit 1823 durch J. F. August Breithaupt bekannt und zuvor auch unter der irreführenden Bezeichnung Galmei. Zur Unterscheidung vom Edlen Galmei Smithsonit führte James L. M. Smithson 1802 die Bezeichnung Kieselgalmei ein.
Als Typlokalität gilt der Bergbaubezirk Băița (ungarisch: Rézbánya) im Kreis Bihor in Rumänien.

## Klassifikation
In der veralteten 8. Auflage der Mineralsystematik nach Strunz gehörte der Hemimorphit zur Mineralklasse der „Silikate“ und dort zur Abteilung „Gruppensilikate (Sorosilikate)“, wo er gemeinsam mit Bertrandit und Klinoedrit in der „Hemimorphit-Klinoedrit-Gruppe“ mit der Systemnummer VIII/B.07 steht.
In der zuletzt 2018 überarbeiteten Lapis-Systematik nach Stefan Weiß, die formal auf der alten Systematik von Karl Hugo Strunz in der 8. Auflage basiert, erhielt das Mineral die System- und Mineralnummer VIII/C.07-020. Dies entspricht der Klasse der „Silikate“ und dort der Abteilung „Gruppensilikate“, wo Hemimorphit zusammen mit Bertrandit und Junitoit eine unbenannte Gruppe mit der Systemnummer VIII/C.07 bildet.
Die von der International Mineralogical Association (IMA) zuletzt 2009 aktualisierte 9. Auflage der Strunz’schen Mineralsystematik ordnet den Hemimorphit in die Klasse der „Silikate und Germanate“ und dort in die Abteilung „Gruppensilikate (Sorosilikate)“ ein. Hier ist das Mineral in der Unterabteilung „Si2O7-Gruppen mit zusätzlichen Anionen; Kationen in tetraedrischer [4]er- und/oder anderer Koordination“ zu finden, wo es als einziges Mitglied eine unbenannte Gruppe mit der Systemnummer 9.BD.10 bildet.
In der vorwiegend im englischen Sprachraum gebräuchlichen Systematik der Minerale nach Dana hat Hemimorphit die System- und Mineralnummer 56.01.02.01. Das entspricht der Klasse der „Silikate“ und dort der Abteilung „Gruppensilikate: Si2O7-Gruppen und O, OH, F und H2O“. Hier findet er sich innerhalb der Unterabteilung „Gruppensilikate: Si2O7-Gruppen und O, OH, F und H2O mit Kationen in [4]-Koordination“ als einziges Mitglied in einer unbenannten Gruppe mit der Systemnummer 56.01.02.

## Kristallstruktur
Hemimorphit kristallisiert orthorhombisch in der Raumgruppe Imm2 (Raumgruppen-Nr. 44) mit den Gitterparametern a = 8,37 Å; b = 10,73 Å und c = 5,12 Å sowie 2 Formeleinheiten pro Elementarzelle.
Die Kristallstruktur besteht aus Doppeltetraedern [Si2O7]6−, die über gemeinsame Ecken miteinander verknüpft sind, sowie aus Zn2O6OH-Doppeltetraedern, die über ein gemeinsam genutztes Hydroxidion (OH)− verbunden sind. In den von den Tetraedern gebildeten, größeren Hohlräumen ist das Kristallwasser H2O eingelagert.

## Eigenschaften
Beim Erhitzen von Hemimorphit bis auf 550 °C entweicht die Hälfte des Kristallwassers gleichmäßig, wodurch die Kristalle zwar trübe werden, die Kristallstruktur jedoch noch erhalten bleibt. Erst wenn auch das Konstitutionswasser, das heißt die Hydroxidionen beim Erhitzen auf 650 °C entweicht, zerfällt das Kristallgitter.
Hemimorphit ist pyroelektrisch, baut also bei periodischer Veränderung der Temperatur eine elektrische Ladung auf.

## Bildung und Fundorte

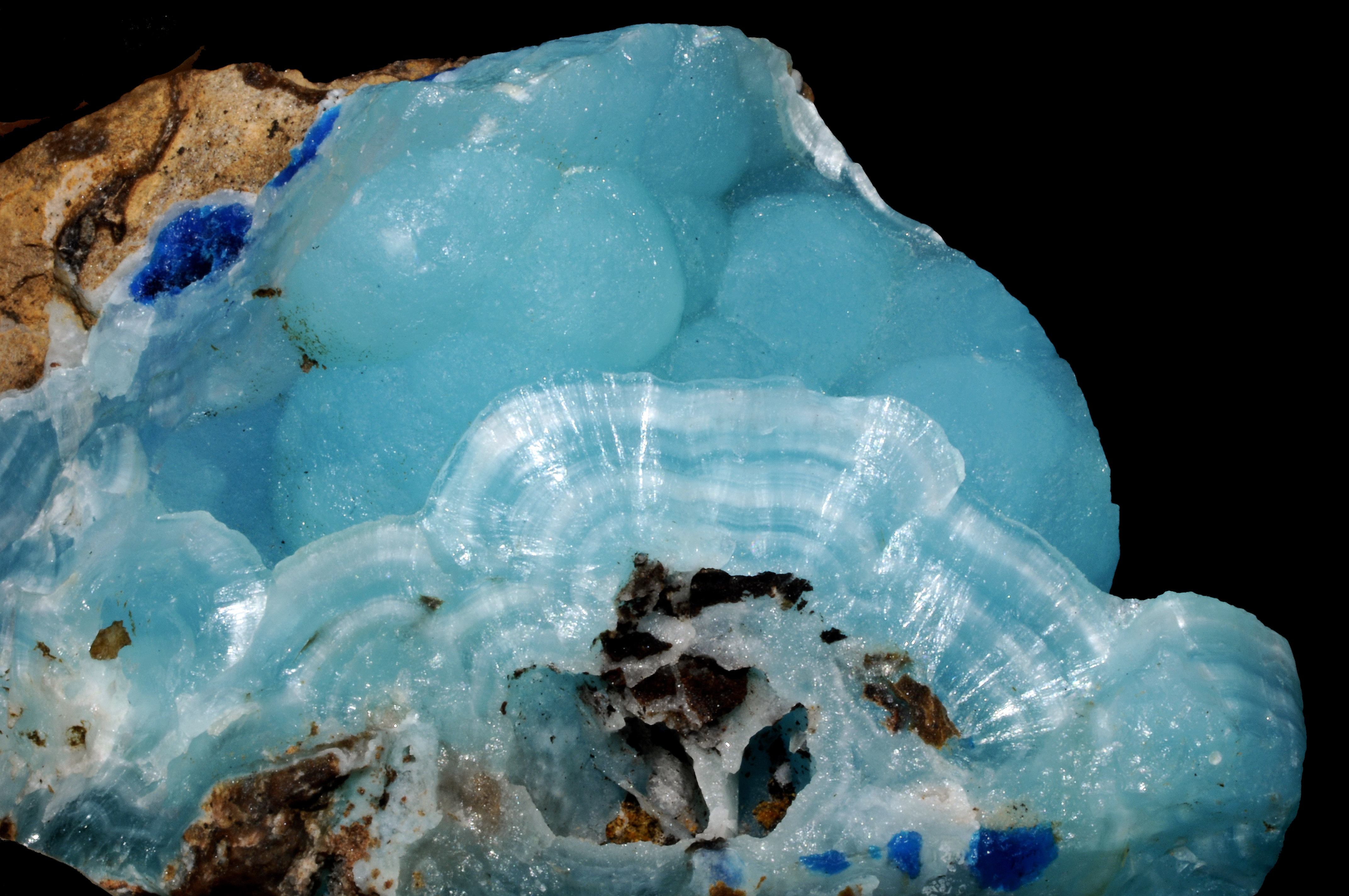
Traubenförmiger, durch Fremdbeimengungen lagenförmig bläulich gefärbter Hemimorphit aus China

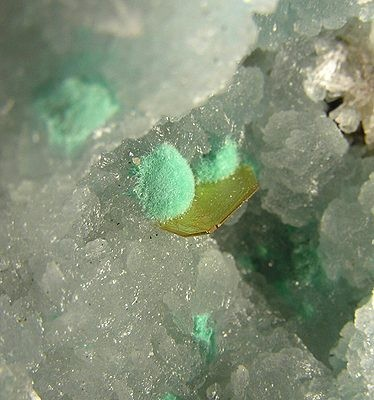
Hemimorphit (farblos), Aurichalcit (blaugrün, kugelig) und Wulfenit (gelb, tafelig) aus der „Seventy-Nine Mine“, Chilito, Gila County, USA (Gesamtgröße der Stufe: 12,9 cm × 10,3 cm × 3,4 cm)

Hemimorphit bildet sich vorwiegend sekundär in den Oxidationszonen von Galenit-Sphalerit-Verdrängungslagerstätten. Als Begleitminerale treten neben Galenit und Sphalerit unter anderem noch Anglesit, Aurichalcit, Calcit, Cerussit, Chrysokoll, Hydrozinkit, Rosasit und Smithsonit.
Weltweit konnte Hemimorphit bisher (Stand: 2012) an über 1400 Fundorten nachgewiesen werden. Neben seiner Typlokalität Băița trat das Mineral in Rumänien noch bei Dolea im Kreis Bihor sowie bei Dognecea und Ocna de Fier im Kreis Caraș-Severin auf.
In Deutschland fand sich Hemimorphit an vielen Orten im Schwarzwald und Odenwald in Baden-Württemberg; an mehreren Orten in Nieder- und Oberbayern; an vielen Orten im niedersächsischen Harz; bei Stolberg, in der Eifel, im Niederbergischen und Sauerland in Nordrhein-Westfalen; an einigen Orten in Rheinland-Pfalz und Sachsen-Anhalt; im sächsischen Erzgebirge und Vogtland sowie bei Gräfenroda in Thüringen.
In Österreich wurde das Mineral vor allem in Kärnten (Bleiberg, Gurktaler Alpen, Hohe Tauern, Karawanken), Niederösterreich, Salzburg (Hohe Tauern), der Steiermark (Fischbacher Alpen), Nordtirol und Vorarlberg gefunden.
In der Schweiz konnte Hemimorphit bisher vor allem in den Kantonen Graubünden und Wallis gefunden werden, trat aber auch in Seltisberg (Basel-Land), Malcantone (Tessin) und Bex (Waadt) auf.
Die bisher größten bekannten Kristalle von bis zu 10 Zentimetern Länge wurden in Bisbee (Arizona) entdeckt.
Weitere Fundorte liegen unter anderem in Ägypten, Algerien, Angola, Argentinien, Australien, Belgien, Bolivien, Brasilien, Bulgarien, Chile, China, der Demokratischen Republik Kongo und der benachbarten Republik Kongo, Finnland, Frankreich, Griechenland, Grönland, Guatemala, Indien, Iran, Irland, Italien, Japan, im Jemen, Kanada, Kasachstan, Korea, Marokko, Mexiko, Namibia, Neukaledonien, Norwegen, Peru, Polen, Portugal, Russland, Sambia, Schweden, Simbabwe, der Slowakei, in Slowenien, Spanien, Südafrika, Tadschikistan, Thailand, Tunesien, Tschechien, Ungarn, im Vereinigten Königreich (Großbritannien), den Vereinigten Staaten von Amerika (USA) und Vietnam.

## Verwendung
Hemimorphit wird bei örtlicher Anhäufung als Zinkerz genutzt.